# Génération.s
Génération.s — французская политическая партия, созданная 1 июля 2017 года Бенуа Амоном, которая, по словам её основателя, стремится «возродить и собрать левые силы» во Франции.
Создание новой политической силы, изначально носившей название Движение 1 июля (Mouvement du 1er Juillet, M1717), последовало за кризисом внутри Социалистической партии: её электоральные показатели резко упали на выборах 2017 года — президентских (на которых её представлял Бенуа Амон) и парламентских (на которых он потерял своё место в качестве депутата).
Движение поддерживает следующие политические идеологии: европейский федерализм, экосоциализм и демократический социализм. Оно представляло себя как инициативу по объединению левых сил во Франции, однако не сумело стать центром их притяжения. Накануне президентских выборов 2022 года партия вошла в коалицию Экологический полюс (Европа Экология Зелёные, Экологическое поколение, Cap21, Независимый экологический альянс и Прогрессистское движение).

## История

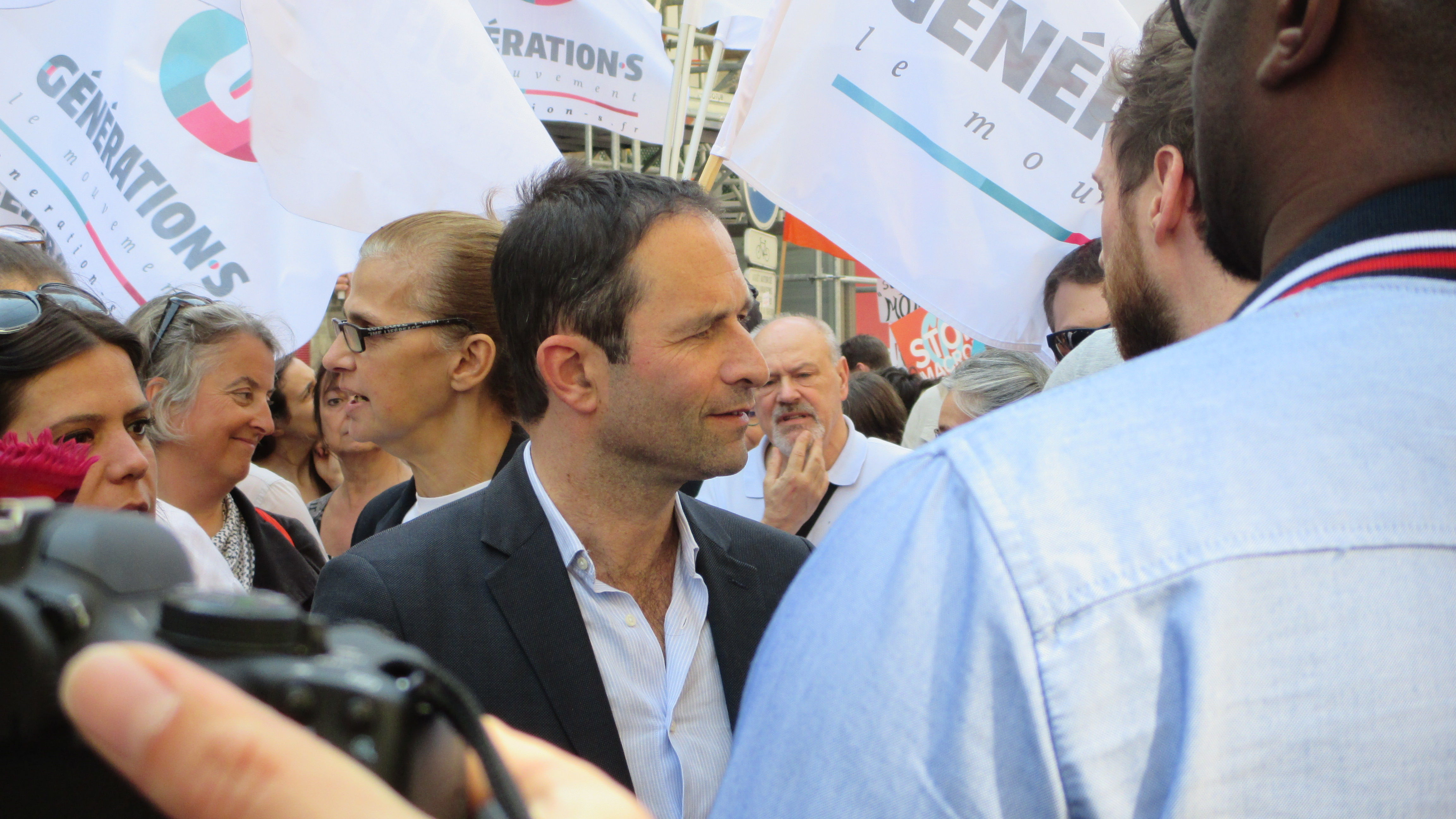
Бенуа Амон и сторонники его партии на митинге против политики Эммануэля Макрона, 5 мая 2018.

По словам основателя, движение, представленное как «полностью открытая инициатива», стремится «выйти за рамки партийных рамок». Амон ставил задачу проведения «Генеральных штатов всех левых» и широкого левого объединения к европейским выборам 2019 года и муниципальным выборам 2020 года.
По словам Амона, в создании движения участвовало 11 000 человек. Его в этом процессе поддержали экологи Сесиль Дюфло и Янник Жадо, эссеист Рафаэль Глюксманн, журналист Эдви Пленель и экономист Томас Порше.
С первых дней движения к нему присоединились депутат Режис Хуанико, бывший министр Доминик Бертинотти, депутат Европарламента Гийом Балас и бывшие депутаты Барбара Романьян и Матьё Анотен.
В сентябре 2017 года движение было приглашено на фестиваль газеты «Юманите» и приняло участие в акции 23 сентября 2017 года против «социального переворота» в лице антисоциальной политики Эммануэля Макрона, политической демонстрации. На этом марше, организованном другой левоопозиционной партией «Непокорённая Франция», Амон шёл вместе с лидером последней Жан-Люком Меланшоном во главе процессии.
10 октября 2017 года десяток региональных депутатов (в том числе Бенуа Амон), вышедших из социалистической группы регионального совета Иль-де-Франс, сформировали новую фракцию под названием «Экологическая и социальная альтернатива» (в тот же день в M1717 из Соцпартии перешёл Паскаль Шерки).
2 декабря 2017 года на учредительном съезде партии в Ле-Мане было выбрано новое название «Génération.s». Во время конгресса Хамон объявил, что вместе с Янисом Варуфакисом, бывшим министром финансов Греции и лидером движения DieM25, они готовят общеевропейские списки для выборов в Европейский парламент 2019 года.
В январе 2018 года движение заявляло, что насчитывает 50 000 членов, и избрало временное руководство.
Новое политическое движение увело за собой значительную часть молодёжной организации Соцпартии, традиционно более радикального, чем материнская партия. Ещё 2 октября 2017 года Лаура Слимани, бывший президент Движения молодых социалистов, покинула Социалистическую партию, чтобы присоединиться к движению. 22 февраля 2018 года за ней последовал ещё один бывший руководитель молодёжной организации — Беньямен Лукас, а 23 марта — текущая её глава, Роксан Лунди, с 25 из 30 членов национального руководства. Ещё одним приобретением партии в конце того же года стала чемпионка по кикбоксингу Сара Суалихи, ранее состоявшая в Социалистической партии и «Непокорённой Франции».
На европейских выборах в мае 2019 года список движения Génération⋅s получил поддержку только 3,27 % избирателей и не провёл в Европарламент ни одного депутата. Бенуа Амон объявил о завершении политической карьеры; ныне координаторкой партии выступает её единственная представительница в Сенате Франции Софи Тайе-Полян.